# Maggie May
Maggie May è un singolo del 1971 del cantautore rock britannico Rod Stewart, estratto dall'album Every Picture Tells a Story.
Nel 2021, il periodico Rolling Stone ha classificato il brano alla posizione numero 141 nella sua lista dei 500 migliori brani di sempre.

## Descrizione
Il testo del singolo esprime l'ambivalenza e le emozioni contraddittorie di un giovane ragazzo coinvolto in un rapporto con una donna più anziana, ed è basato sull'esperienza personale di Stewart. Nel numero di gennaio 2007 della rivista Q, Stewart ha ricordato che "[q]uella di Maggie May era più o meno una storia vera, riguardo alla prima donna con la quale ho avuto rapporti sessuali, al Beaulieu Jazz Festival del 1961." Il nome della donna non era "Maggie May"; l'artista ha difatti affermato che il nome è stato tratto da "una vecchia canzone liverpudlian su una prostituta".
La canzone fu inizialmente pubblicata come lato B del singolo Reasons to Believe, ma presto le stazioni radiofoniche iniziarono a trasmettere il lato B, e Maggie May divenne di gran lunga il lato più popolare. Il brano rappresenta il primo grande successo di Stewart, il quale lanciò la sua carriera come solista, ed è una delle sue canzoni più conosciute.
Nell'ottobre del 1971, il singolo raggiunse la prima posizione nella UK Singles Chart (rimanendovi per 5 settimane), arrivando contemporaneamente in cima alle classifiche negli Stati Uniti. Il brano è al secondo posto della Billboard Hot 100 relativa ai brani di maggior successo del 1971 (dietro a Joy to the World dei Three Dog Night), ed è stata al vertice delle classifiche in Australia per quattro settimane.

## Classifiche

### Classifiche settimanali
| Classifica (1971) | Posizione massima |
| ----------------- | ----------------- |
| Australia         | 1                 |
| Belgio (Fiandre)  | 3                 |
| Belgio (Vallonia) | 24                |
| Canada            | 1                 |
| Germania          | 11                |
| Irlanda           | 2                 |
| Paesi Bassi       | 3                 |
| Regno Unito       | 1                 |
| Stati Uniti       | 1                 |
| Svizzera          | 5                 |

### Classifiche di fine anno
| Classifica (1971) | Posizione |
| ----------------- | --------- |
| Australia         | 13        |
| Belgio (Fiandre)  | 32        |
| Canada            | 19        |
| Paesi Bassi       | 13        |
| Regno Unito       | 2         |
| Stati Uniti       | 2         |